# Gulholmen
Gulholmen est une île dans le landskap Sunnhordland du comté de Vestland. Elle appartient administrativement à Øygarden.

## Géographie
Rocheuse et couverte d'arbres, elle s'étend sur environ 241 m de longueur pour une largeur approximative de 105 m. Elle compte un bâtiment et une petite jetée sur sa côte ouest. 